# 小行星5367
小行星5367（英語：5367 Sollenberger）是一颗围绕太阳公转的小行星。1982年10月13日，愛德華·鮑威爾在可可尼诺县发现了此天体。
这颗小行星的绝对星等为139.9741713405319等。